# 昌古島
6°7′9.81″S 39°9′56.06″E / 6.1193917°S 39.1655722°E

地圖

昌古島:893（英文：Changuu Island，亦稱Kibandiko、Prison或者Quarantine Island）是一個位於坦桑尼亞桑吉巴安古迦島桑吉巴石頭城西北3.5英里（5.6）的小島，長約880碼（800）、最寬處約250碼（230）。此在1860年代被用作囚禁反抗的黑人奴隸，也曾經在此採集珊瑚。1894年，大英帝國在此興建監獄，但未使用，後來被更改作為隔離病院，現時為政府所有的旅遊勝地。

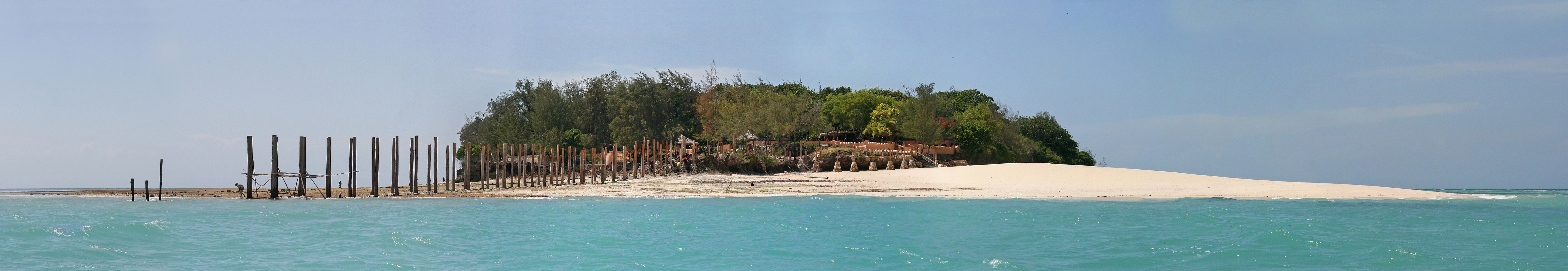
從印度洋上看向昌古島

該島上棲息著亞達伯拉象龜。

## 歷史

### 殖民時期及之前
昌古島的名字來自於斯瓦希里語中該島附近海域的一種魚，在一些地圖上也被寫作“Kibandiko Island”，但是此名現已作廢。  直到1860年代桑吉巴第一任蘇丹馬吉德·本·賽義德將之送與兩個阿拉伯人為止，此島一直無人居住，而這兩人將該島用作了囚禁反抗的奴隸的監獄，這些奴隸將被運往海外或者直接在石頭城的奴隸市場上售出。 1890年7月1日，英國與德國簽訂赫里戈蘭-桑吉巴協約，桑吉巴成為英國的保護國，次年10月，第一任桑吉巴首席大臣勞埃德·馬修斯到任。 1893年馬修斯代表英國政府從阿拉伯人手中買下了昌古島，打算在此興建一所監獄， 並計劃用作囚禁在桑吉巴司法轄區內犯案者。 雖然1894年監獄完工，並且該島也以“監獄島”而聞名，但是從來沒有真正地在此囚禁過罪犯。
後因英國政府擔心傳染病危及其在東非的重要據點桑吉巴石頭城，而將此島該作整個東非的隔離檢疫站。舊監獄變成了醫院，1923年英國官方將該島易名為“Quarantine Island”。 抵達此地者都需要離船並接受一到二星期的監控， 而主要是爲了監控流行的黃熱病。 因為當時的船隻通常只有在十二月至次年四月間才會航經此處，所以一年中有很長一段時間該島會被閒置， 而這段時間內昌古島就成了歐洲人和當地人的度假地。當初島上珊瑚採集（用做建築材料）留下的大坑已被當做游泳池來使用了。 1931年，昌古島西南部建起了一座新的隔離病院，可容納904人就醫。

### 現在
昌古島上的隔離病院依舊存在，並且被一家私人公司改作賓館以招徠顧客。
而島上現有已有數十座旅館了，淡水會經由海底管道從大陸運輸到島上。 昌古島本身則依舊屬於政府，外人進入該島需要交納一定的費用。

## 象龜

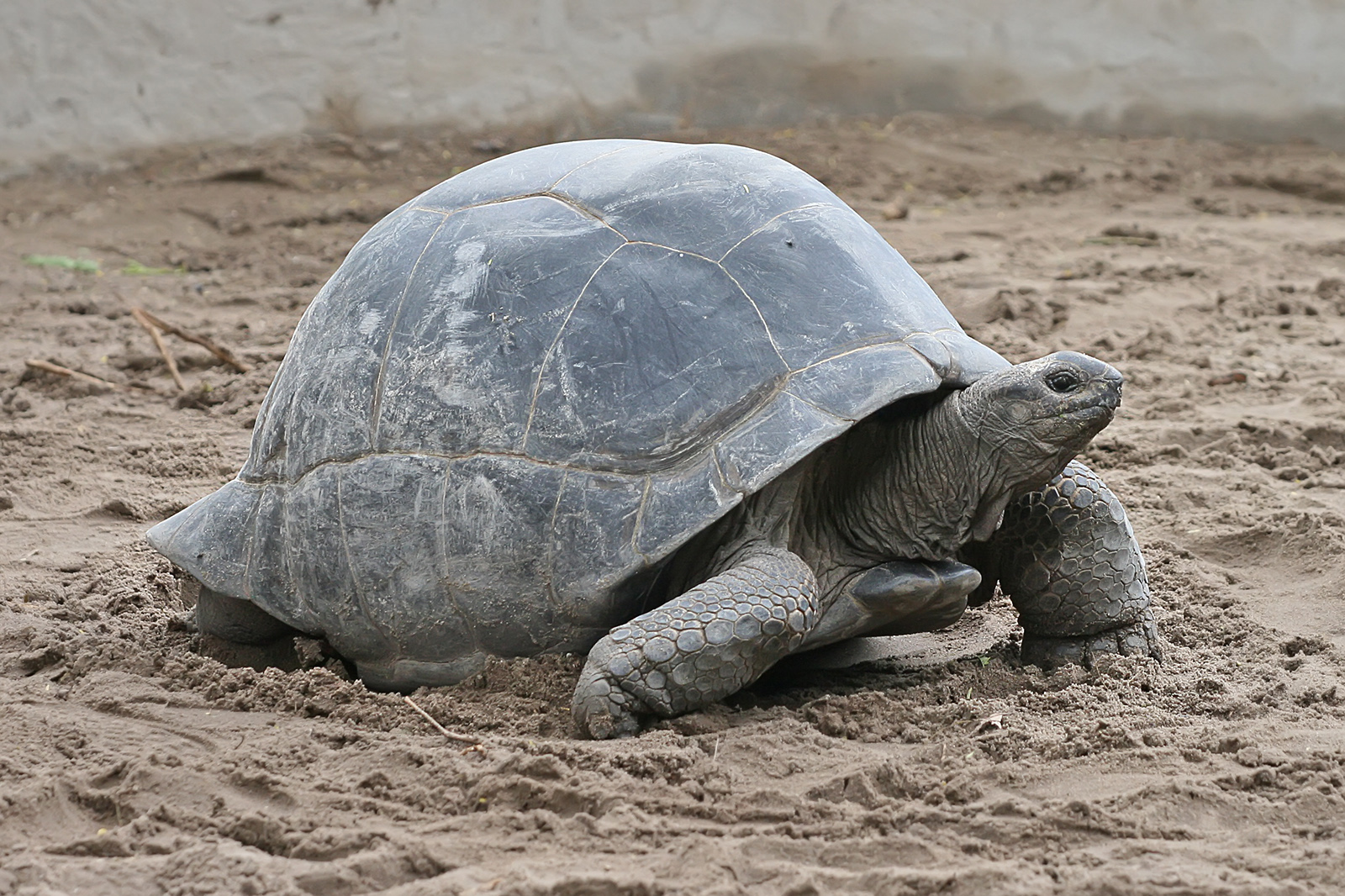
桑吉巴的亞達伯拉象龜

1919年，塞舌耳的英國政府從阿爾達布拉環礁送出四隻亞達伯拉象龜至昌古島， 這些巨龜在此迅速繁衍，1955年已達200隻。但是後來由於人類的捕捉而迅速減少。1988年，其數量回落至100隻，到1996年就只有7隻了。 1996年爲了提高其數量，在昌古島放生了80多隻幼龜，但是其中的40隻失蹤了。通過世界動物保護協會的幫助，2000年其數量達到157隻。現在亞達伯拉象龜屬於IUCN紅色名錄易危物種。